# Lutzenberg (Althütte)
Lutzenberg ist ein zur Gemeinde Althütte gehörender Weiler im baden-württembergischen Rems-Murr-Kreis. Der Ort liegt in der Region Stuttgart und im Naturpark Schwäbisch-Fränkischer Wald. Bis 1819 war Lutzenberg eine eigenständige Gemeinde.

## Geographische Lage
Der landwirtschaftlich geprägte Weiler mit sechs benannten Straßen liegt auf einer gerodeten Hochebene zwischen dem Naturraum Backnanger Bucht im Norden und dem Tal der Wieslauf im Süden.
Umliegende Ortschaften sind Waldenweiler im Nordosten, Althütte und Schöllhütte im Osten, Mannenberg im Süden, Kallenberg im Südwesten sowie Bruch, Lippoldsweiler-Hohnweiler und Däfern im Nordwesten.

## Geschichte
Lutzenberg wurde im Jahre 1407 erstmals erwähnt. Lutz ist ein Personenname und eine Abkürzung für den altdeutschen Namen Ludwig. Folglich könnte der Grundherr oder erste Bewohner des Orts Lutz beziehungsweise Ludwig geheißen haben. 1439 erschien der Ort auch unter dem Namen Lenzberg. Weitere Varianten sind Lützenberg (1501, 1528) und Luitzenberg (1569). Noch zu Beginn des 19. Jahrhunderts (1808) hieß der Weiler amtlich Luitzenberg.
Administrativ war Lutzenberg zunächst der württembergischen Vogtei Waldenstein und später zum Amt Reichenberg zugeordnet. Im 19. Jahrhundert gab es noch Weinbau in Lutzenberg. Die Weinberge gehörten den wohlhabenden Bauern. Man pflanzte meist Ungar und Silvaner, jedoch nur für den eigenen Gebrauch; eine Ausfuhr fand nicht statt. Spätestens mit dem Ersten Weltkrieg wurde der Weinbau aufgegeben.
Wegen der idyllischen Lage des Weilers und der guten Aussicht plante der CVJM Ludwigsburg seit 1931 die Errichtung eines christlichen Landschulheims in Lutzenberg. 1932 wurde ein Grundstück erworben und schon im Sommer 1933 war das Gebäude fertiggestellt. Während des Zweiten Weltkriegs wurde das Heim von jungen Frauen des RAD bewohnt. Das Hauptgebäude wurde 1968 durch einen Neubau ersetzt. Das Heim wird heute als Jugendherberge und Tagungsstätte von dem Verein Haus Lutzenberg e.V. betrieben.

### Einwohnerentwicklung
- 1808: 46 Einwohner[3]
- 1871: 104[6]

## Religion
Seit der Einführung der Reformation durch Herzog Ulrich von Württemberg ist Lutzenberg wie ganz Alt-Württemberg evangelisch-lutherisch geprägt. Katholiken und Christen anderer Konfessionen wanderten erst nach den Vertreibungen des Zweiten Weltkriegs zu. Die Evangelischen Einwohner gehörten zur Pfarrei Rudersberg und seit 1853 zur Pfarrei Althütte. Katholiken besuchen die Heilig-Geist-Kirche in Althütte, die zur Seelsorgeeinheit Weissacher Tal gehört.

## Politik

### Schultheißen
Bis zur Auflösung der Gemeinde hatte Lutzenberg einen eigenen Schultheiß. Im ländlichen Württemberg stellten die oft wohlhabenden und angesehenen Bauernfamilien die Schultheißen, die mundartlich auch Bauraschultes (Bauern-Schultheiß) genannt wurden.
Liste der Schultheißen (unvollständig; Amtszeiten unklar):
- 1808: Johann Michael Weller (in Personalunion mit Kallenberg)[3]

## Sonstiges
Südlich von Lutzenberg verläuft der seit 1978 bestehende Georg-Fahrbach-Weg. Der nach dem langjährigen Vorsitzenden des Schwäbischen Albvereins benannte Fernwanderweg hat eine Länge von etwa 130 Kilometern und verbindet Criesbach, den Heimatort Georg Fahrbachs, mit dem Stuttgarter Stadtteil Uhlbach.